# De meesters van de gerst
De meesters van de gerst (Frans: Les Maîtres de l'orge) is een Franco-Belgische stripreeks, geschreven door Jean Van Hamme en getekend door Francis Vallès. De reeks vertelt in acht albums het verhaal van enkele generaties Belgische bierbrouwers. De strips werden uitgegeven bij uitgeverij Glénat. In 1996 werd de reeks bewerkt tot een televisieserie met de titel Les Steenfort, maîtres de l'orge.

## De Verhalen
Alle albums van de reeks beginnen met een kaart van ‘Dorp’. Hier speelt het grootste deel van de verhalen zich af. Centraal staat het wel en wee van het Belgische bierbrouwersgeslacht De Steenforts. Met ieder nieuw album wordt een tijdsprong gemaakt en komt een nieuwe episode aan bod.  
Elke periode kent z’n eigen moeilijkheden. Het eerste album toont de strijd om een lekker en drinkbaar bier te brouwen. In het tweede deel gaat het over de productie van een nieuw soort bier: lager oftewel de pils en de overschakeling naar meer industriële werkwijzen. Tijdens de Eerste Wereldoorlog speelden er allerlei problemen en het vierde album en de albums daarna laten zien hoe moeilijk de bierbrouwers het hadden na oorlog. Als de economie ingestort weten alleen de sterkste onder de bierbrouwers te overleven.

## Albums
| Nummer | Titel          | Verschenen | Uitgeverij |
| ------ | -------------- | ---------- | ---------- |
| 1      | Charles, 1854  | 1992       | Glénat     |
| 2      | Margrit, 1886  | 1993       | Glénat     |
| 3      | Adrien, 1917   | 1994       | Glénat     |
| 4      | Noël, 1932     | 1995       | Glénat     |
| 5      | Julienne, 1950 | 1996       | Glénat     |
| 6      | Jay, 1973      | 1997       | Glénat     |
| 7      | Frank, 1997    | 1998       | Glénat     |
| 8      | De Steenforts  | 1999       | Glénat     |